# Miguel Jorge
Miguel João Jorge Filho (Ponte Nova, 22 de marzo de 1945) es un periodista y empresario brasileño.

## Carrera
En 1963 inició su carrera periodística en la corresponsalía del Jornal do Brasil en São Paulo. En 1966 formó parte del grupo de profesionales que fundó el Jornal da Tarde, donde desempeñó varias funciones, llegando a subsecretario de redacción. En 1977 asume la jefatura de redacción de O Estado de S. Paulo, cargo que ocupó hasta 1987, cuando salió para integrarse a Autolatina.
Fue profesor de periodismo informativo en la Facultad de Comunicaciones de la Universidad Paulista (UNIP) de 1974 a 1977 y jefe del departamento de periodismo de dicha universidad entre 1976 y 1977.
Fue vicepresidente de asuntos corporativos y de recursos humanos de Autolatina. En 1995, pasó a vicepresidente de asuntos legales, recursos humanos y asuntos corporativos de Volkswagen, cargo que ocupó hasta enero de 2001, cuando se trasladó al Banco Santander, como presidente de asuntos corporativos, a cargo también de las direcciones de recursos humanos y asuntos jurídicos.
El 29 de marzo de 2007, asumió como ministro de Desarrollo, Industria y Comercio Exterior de Brasil, en sustitución de Luiz Fernando Furlan. El presidente Luiz Inácio Lula da Silva, intentó nombrar en el cargo a otros tres empresarios para el Desarrollo, pero no aceptaron ya que tenían contratos activos con el Banco Nacional de Desarrollo Económico y Social (BNDES), subordinado al ministerio. Dejó el ministerio al finalizar la presidencia de Lula da Silva.